# Михайлівська волость (Маріупольський повіт)
Михайлівська волость — історична адміністративно-територіальна одиниця Маріупольського повіту Катеринославської губернії із центром у селі Михайлівка.
Станом на 1886 рік складалася з 4 поселень, 4 сільських громад. Населення — 2050 осіб (4478 чоловічої статі та 4371 — жіночої), 1364 дворових господарства.
|                     | Площа, десятин | У тому числі орної, десятин |
| ------------------- | -------------- | --------------------------- |
| Сільських громад    | 24979          | 12100                       |
| Приватної власності | —              | —                           |
| Казенної власності  | 4768           | 1545                        |
| Іншої власності     | 44             | —                           |
| Загалом             | 29791          | 13645                       |

Поселення волості:
- Михайлівка (Нехотієвка) — колишнє державне село при річці Сухі Яли за 90 верст від повітового міста, 2859 осіб, 414 дворових господарства, православна церква, школа, щорічний ярмарок.
- Олександрівське (Долінтеріма) — колишнє державне село при балці Долінтеріма, 2873 особи, 461 дворове господарство, 2 православні церкви, школа, лавка, базари по неділях.
- Оленівка — колишнє державне село при балці Долінтеріма, 945 осіб, 162 дворових господарства, православна церква.
- Костянтинівка — колишнє державне село при річці Сухі Яли, 2097 осіб, 327 дворових господарств, православна церква, школа.

За даними на 1908 рік у волості налічувалось 9 поселень, загальне населення — 13 890 осіб (7559 чоловічої статі та 6331 — жіночої), 2196 дворових господарства.